# Atak minowy pod Messines

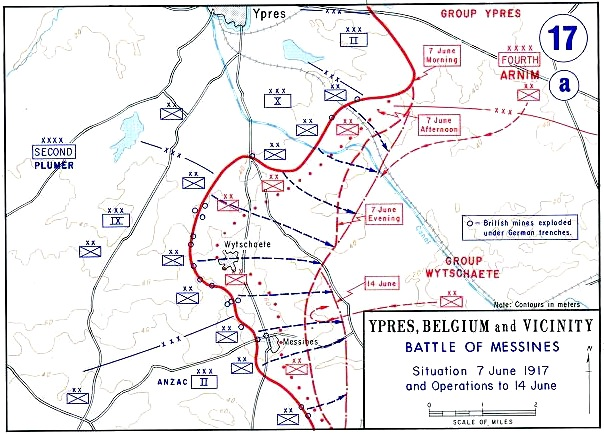
Mapa ilustrująca położenie min detonowanych pod Messines i postępy wojsk brytyjskich

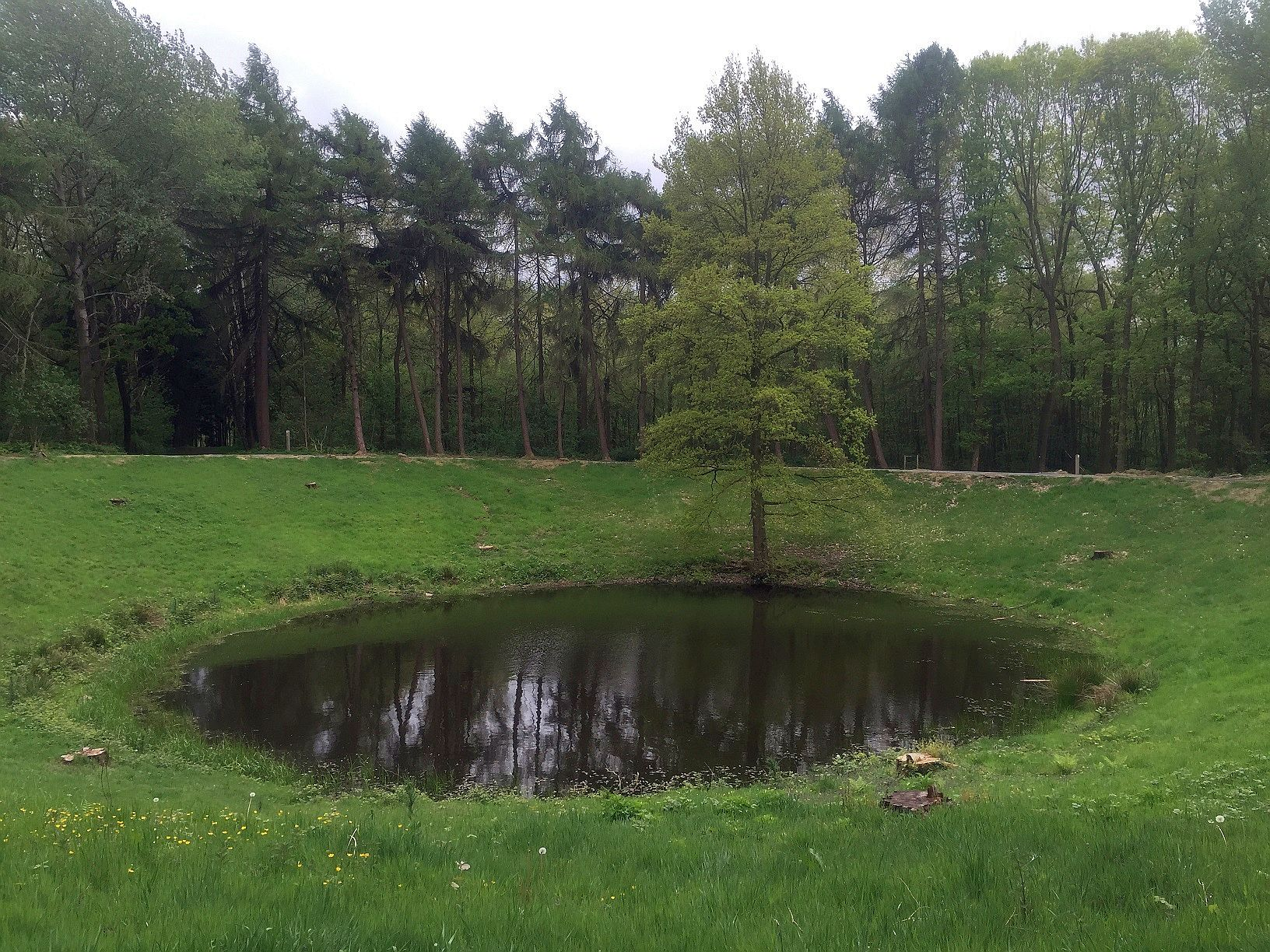
Lej po wybuchu miny oznaczonej kryptonimem Hill 60

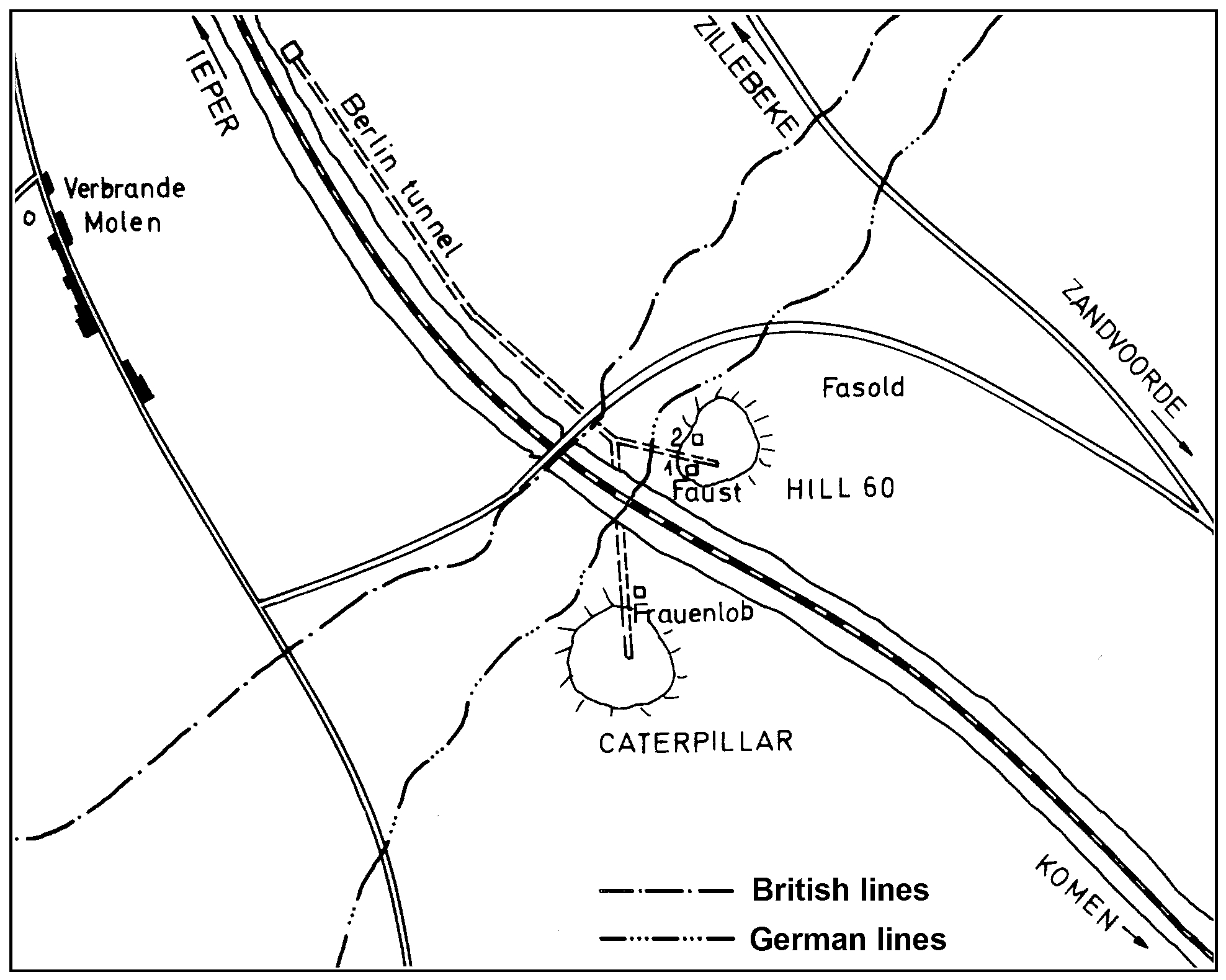
Plan chodnika minowego Hill 60 i Caterpillar

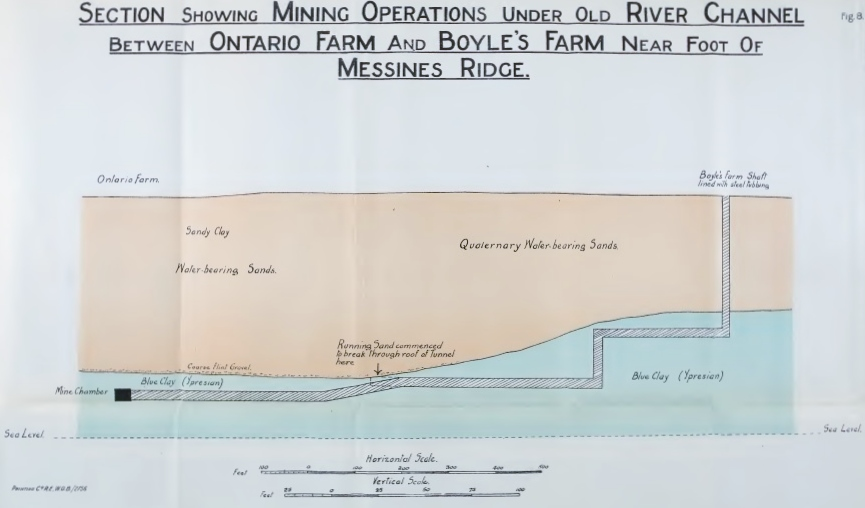
Plan chodnika minowego Ontario Farm

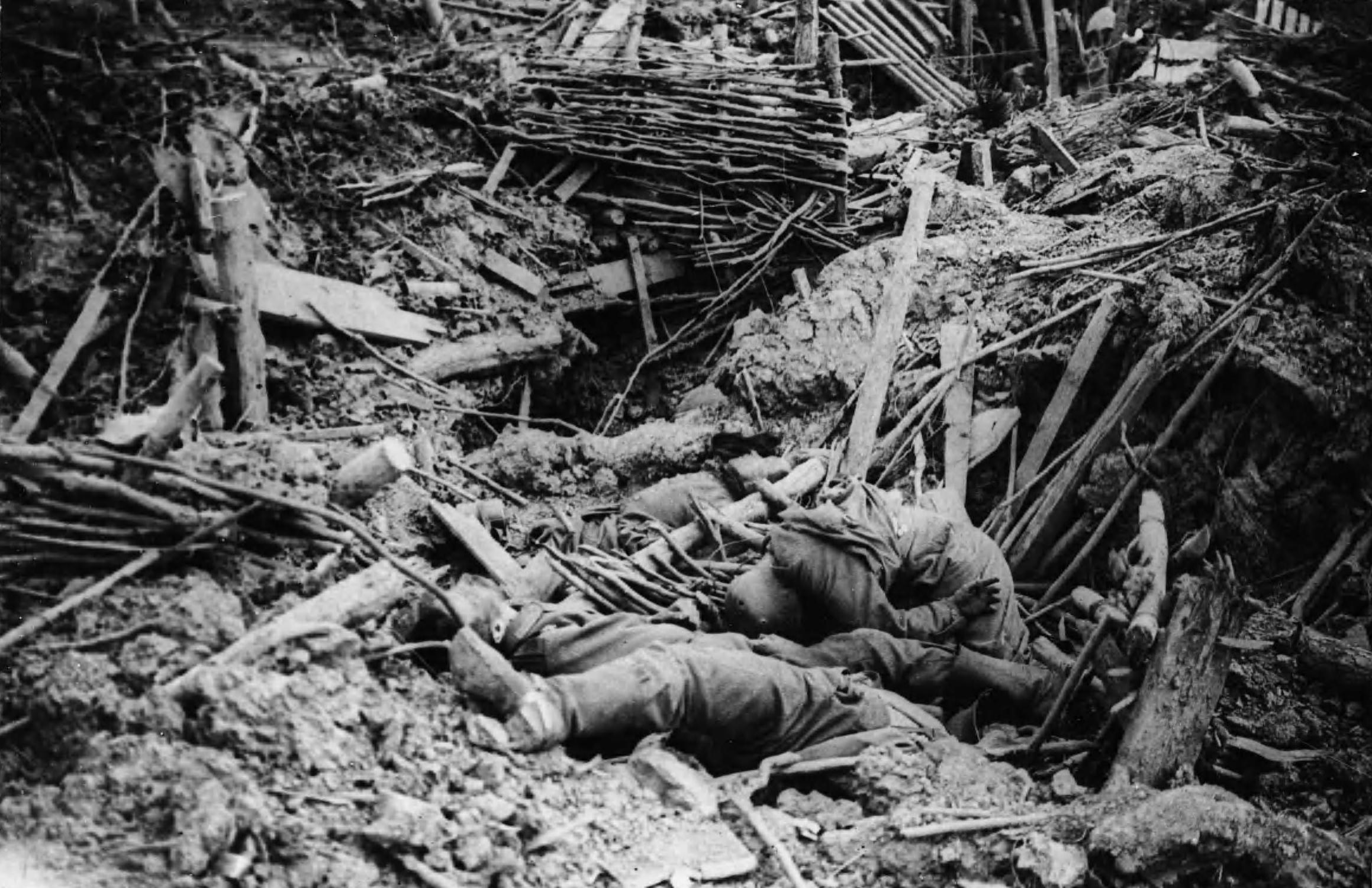
Niemiecki okop zniszczony w wyniku ataku minowego

Atak minowy pod Messines – seria 19 wybuchów min umieszczonych przez wojska brytyjskie pod pozycjami niemieckimi, pierwszego dnia bitwy pod Messines w zachodniej Belgii, 7 czerwca 1917. Operacja ta stanowiła preludium do bitwy pod Passendale, znanej jako trzecia bitwa pod Ypres. W wyniku przeprowadzonych detonacji ponad 455 ton amonalu śmierć poniosło około 10 tysięcy żołnierzy niemieckich.

## Tło historyczne
W połowie 1917 sytuacja ententy na froncie zachodnim I wojny światowej była trudna. W maju załamała się tak zwana ofensywa Nivelle’a, z którą wiązano duże nadzieje. Przez armię francuską przetoczyła się fala buntów i dezercji. Niemieckie okręty podwodne prowadziły bezwzględną wojnę na Atlantyku, natomiast na wschodzie po abdykacji cara Mikołaja II sojusznicza Rosja pogrążała się w rewolucyjnym chaosie. Co prawda do wojny przystąpiły Stany Zjednoczone, jednak musiały minąć kolejne miesiące, zanim fakt ten mógł wpłynąć na sytuację w Europie.
W tych okolicznościach inicjatywę przejęły wojska brytyjskie, które podjęły próbę odbicia wybrzeża belgijskiego. Na południe od Ypres, w pobliżu wsi Messines-Wytschaete Niemcy posiadali wysuniętą, silnie ufortyfikowaną pozycję, która stanowiła zagrożenie dla dywizji aliantów. Ponieważ atak frontalny nie wchodził w rachubę, dowództwo brytyjskie zaplanowało operację minerską.

## Przygotowania
W ciągu pół roku koordynowane przez Royal Engineers trzy jednostki brytyjskie, dwie kanadyjskie i jedna australijska wykopały ponad 20 tuneli, o łącznej długości około 8 kilometrów i średniej głębokości 25–30 metrów. W komorach minowych, pod pozycjami wroga, umieszczono łącznie ponad 455 ton amonalu, silnego materiału wybuchowego stosowanego w górnictwie.
Górnicy pracowali w bardzo trudnych warunkach, chodniki były wąskie a urobek wydobywano ręcznie. Typowy zespół składał się z trzech osób: na przodku pracował „kickers”, „bagger” wypełniał worki urobkiem, a „trammer” wywoził je na drewnianym wózku. Stale istniało niebezpieczeństwo wykrycia przez wroga, dlatego starano się pracować w ciszy. Saperzy zabierali ze sobą małe zwierzęta (myszy lub kanarki), których śmierć miała ostrzegać przed trującymi gazami wprowadzanymi do wykopów przez nieprzyjaciela. Dodatkowe zagrożenie stanowiły warstwy wodonośne niosące za sobą zagrożenie wystąpieniem zjawisk kurzawkowych, które trzeba było omijać.
Niemcy zdawali sobie sprawę z zagrożenia, gdyż wojna minerska była już wcześniej stosowana na froncie zachodnim. Ich saperzy kopali chodniki przeciwminowe usiłując zlokalizować brytyjskie ładunki. Ostatecznie działania niemieckie okazały się mało skuteczne, gdyż zlokalizowano tylko jedną minę.

## Atak i jego konsekwencje
W przeddzień ataku generał Herbert Plumer, dowódca 2 Armii powiedział do swoich podkomendnych: 

Panowie, być może nie zapiszemy się jutro w historii, ale z pewnością zmienimy krajobraz.

Rankiem 7 czerwca 1917, o 2:50 brytyjska artyleria wstrzymała ogień. O 3:00 nad polem bitwy rozbłysły dwie flary, najpierw biała i chwilę później żółta (był to sygnał informujący o zbliżającej się detonacji). O godzinie 3:10 w ciągu 30 sekund wybuchło 19 min o łącznej masie ponad 455 ton amonalu. Jeden ładunek okazał się niewybuchem i nie eksplodował, inny odkryli wcześniej Niemcy. Kilka min nie wykorzystano, gdyż w momencie ataku znajdowały się za daleko od pozycji wroga. Wybuch miny oznaczonej kryptonimem Spanbroekmolen nastąpił kilkanaście sekund później niż zaplanowano, powodując śmierć kilkudziesięciu żołnierzy irlandzkich z 36 Dywizji (36th Ulster Division).
Atak brytyjski był druzgocący, w wyniku detonacji poległo około 10 tysięcy żołnierzy niemieckich, a pozostali przy życiu byli zdemoralizowani i ogłuszeni. Front załamał się i wojska brytyjskie osiągnęły zamierzone cele w ciągu trzech godzin. Było to pierwsze natarcie wojsk ententy, w którym atakujący ponieśli mniejsze straty od obrońców (27 tysięcy zabitych po stronie niemieckiej, 17 tysięcy po stronie brytyjskiej). Atak minowy pod Messines okazał się wielkim sukcesem taktycznym, jednak sukcesu strategicznego nie osiągnięto. Kolejna ofensywa pod Ypres (bitwa pod Passchendaele) pochłonęła życie pół miliona żołnierzy brytyjskich i ćwierć miliona niemieckich. Linię frontu przesunięto zaledwie o około 10 kilometrów.
Wybuch był tak potężny, że słyszano go w Londynie i Dublinie. W wyniku eksplozji powstało 20 lejów (jedna z eksplozji utworzyła dwa), z których największy, nazwany później „Kraterem Samotnego Drzewa”, miał średnicę 80 metrów i był głęboki na 12 metrów. Była to największa niejądrowa detonacja na świecie, wywołana celowo przez człowieka przed 1947, gdy na wyspie Helgoland zdetonowano 6700 ton materiałów wybuchowych.
Większość lejów powstałych po wybuchach jest widoczna w terenie i została wypełniona wodą. Obecnie kilka z nich, to miejsca pamięci, które zostały przystosowane do zwiedzania przez turystów.
| 1.  | Hill 60                 | 24300 | 354 | 20 | 50°49′46″N 2°55′45″E/50,829444 2,929167     | Plan                                                                                        |
| 2.  | Caterpillar             | 43000 | 427 | 33 | 50°49′20″N 2°55′43″E/50,822222 2,928611     | patrz wyżej                                                                                 |
| 3.  | St Eloi                 | 43400 | 408 | 42 | 50°48′32″N 2°53′39″E/50,808889 2,894167     | Plan                                                                                        |
| 4.  | Hollandscheschur Farm 1 | 15500 | 251 | 20 | 50°47′50″N 2°52′07″E/50,797222 2,868611     | Plan                                                                                        |
| 5.  | Hollandscheschur Farm 2 | 6800  | 137 | 18 | 50°47′50″N 2°52′07″E/50,797222 2,868611     | patrz wyżej                                                                                 |
| 6.  | Hollandscheschur Farm 3 | 7900  | 244 | 18 | 50°47′50″N 2°52′07″E/50,797222 2,868611     | patrz wyżej                                                                                 |
| 7.  | Petit Bois 1            | 14000 | 616 | 19 | 50°47′19″N 2°51′55″E/50,788611 2,865278     | Plan                                                                                        |
| 8.  | Petit Bois 2            | 14000 | 631 | 23 | 50°47′19″N 2°51′55″E/50,788611 2,865278     | patrz wyżej                                                                                 |
| 9.  | Maedelstede Farm        | 43000 | 518 | 33 | 50°46′58″N 2°51′57″E/50,782778 2,865833     | Plan                                                                                        |
| 10. | Peckham 1               | 39000 | 349 | 23 | 50°46′47″N 2°51′50″E/50,779722 2,863889     | Plan                                                                                        |
| 11. | Peckham 2               | 9100  | 122 | 23 | 50°46′52″N 2°51′56″E/50,781111 2,865556     | Prace przerwano z powodu zalania chodnika                                                   |
| 12. | Spanbroekmolen          | 41000 | 521 | 29 | 50°46′33″N 2°51′42″E/50,775833 2,861667     | Plan                                                                                        |
| 13. | Kruisstraat 1           | 14000 | 492 | 19 | 50°46′15″N 2°51′53″E/50,770833 2,864722     | Plan                                                                                        |
| 14. | Kruisstraat 2           | 14000 | 451 | 21 | 50°46′15″N 2°51′53″E/50,770833 2,864722     | patrz wyżej                                                                                 |
| 15. | Kruisstraat 3           | 14000 | 658 | 17 | 50°46′15″N 2°51′53″E/50,770833 2,864722     | patrz wyżej                                                                                 |
| 16. | Kruisstraat 4           | 8800  | 452 | 19 | 50°46′15″N 2°51′53″E/50,770833 2,864722     | patrz wyżej                                                                                 |
| 17. | Ontario Farm            | 27000 | 392 | 34 | 50°45′50,4″N 2°52′36,9″E/50,764000 2,876917 | Plan                                                                                        |
| 18. | La Petite Douve Farm    | 23000 | 518 | 23 | 50°45′11″N 2°51′55″E/50,753056 2,865278     | Tunel odkryty przez Niemców, opuszczony i zalany wodą                                       |
| 19. | Trench 127 Left         | 16000 | 302 | 25 | 50°44′55″N 2°54′14″E/50,748611 2,903889     | Plan                                                                                        |
| 20. | Trench 127 Right        | 23000 | 405 | 26 | 50°44′51″N 2°54′17″E/50,747500 2,904722     | patrz wyżej                                                                                 |
| 21. | Trench 122 Left         | 9100  | 296 | 20 | 50°44′36″N 2°54′45″E/50,743333 2,912500     | Plan                                                                                        |
| 22. | Trench 122 Right        | 18000 | 241 | 25 | 50°44′30″N 2°54′47″E/50,741667 2,913056     | patrz wyżej                                                                                 |
| 23. | Birdcage 1              | 9100  | 130 | 18 | 50°44′21″N 2°54′27″E/50,739167 2,907500     | Mina niezdetonowana w 1917, w momencie ataku znajdowała się zbyt daleko pozycji niemieckich |
| 24. | Birdcage 2              | 15000 | 236 | 18 | 50°44′20″N 2°54′28″E/50,738889 2,907778     | Mina niezdetonowana w 1917, w momencie ataku znajdowała się zbyt daleko pozycji niemieckich |
| 25. | Birdcage 3              | 12000 | 261 | 20 | 50°44′20″N 2°54′31″E/50,738889 2,908611     | Mina niezdetonowana w 1917, wybuchła w 1955 od uderzenia pioruna                            |
| 26. | Birdcage 4              | 15000 | 239 | 18 | 50°44′20″N 2°54′30″E/50,738889 2,908333     | Mina niezdetonowana w 1917, w momencie ataku znajdowała się zbyt daleko pozycji niemieckich |

## Wybuch w 1955 r.
17 czerwca 1955 r. w czasie gwałtownej burzy eksplodowała mina oznaczona kryptonimem Birdcage 3 (w pobliżu wsi Ploegsteert). Wybuch miał miejsce na polu i nie wyrządził większych szkód (została zabita krowa). Eksplozję 12 ton materiału wybuchowego spowodowało uderzenie pioruna. W okolicy znajdują się prawdopodobnie jeszcze trzy potężne, uzbrojone miny, które porzucono w 1917 (Birdcage 1,2 i 4).